# 浮浪罪
浮浪罪（ふろうざい）は、日本の内務省警察犯処罰令第1条第3号に規定されていた刑法犯の通称、俗称である。

## 概要
「一定の住居または生業なくして諸方に徘徊する者は、30日未満の拘留に処せられる」というこの規定ははなはだ漠然としていた。一方で警察技術上、まことに都合の良い規定であった。警察犯処罰令は、違警罪即決例によって裁判によらない処分を認めていた。
異議申し立てにより、正式裁判にすることはできたが、実態としては警察による安易な拘留を招いた。行政執行法第1条とともに、しばしば悪用され、人権蹂躙などの問題がひきおこされた。日本の警察にとっては「警察の正宗」と呼ばれるほど重宝され、不敬罪と共に予防拘禁の一種としても悪用・濫用された。
なお警察犯処罰令は、1948年（昭和23年）、軽犯罪法の施行と伴に廃止された。軽犯罪法第1条第4号に浮浪罪相当の処罰規定が現存するものの、刑罰は拘留又は科料と軽罰となっている。